# St. Julien Island
St. Julien Island is een rotsachtig eiland dat deel uitmaakt van de Canadese provincie Newfoundland en Labrador. Het heeft een oppervlakte van 50 hectare en ligt vlak voor de kust van het Great Northern Peninsula, het noordelijke schiereiland van het eiland Newfoundland. 

## Geografie
St. Julien Island is langwerpig, met een lengte van 1,75 km en een maximale breedte van 450 meter. Het zuidelijkste punt wordt door de amper 300 meter brede St. Julien Tickle gescheiden van het hoofdeiland Newfoundland. Het eiland vormt een natuurlijke buitenste barrière voor de haven van het vissersdorp St. Julien's. 

## Geschiedenis
Het eiland maakte deel uit van de Petit Nord, het noordelijke gedeelte van de zogenaamde Franse kust van Newfoundland. Langs dat deel van de Newfoundlandse kust had Frankrijk eeuwenlang visserij- en visverwerkingsrechten (tot 1904). In de 17e eeuw stond het bekend als het Ile Saint-Julien en hadden de Fransen er een kleine, seizoensgebonden visserijnederzetting uitgebouwd. Volgens tellingen uit 1640 en 1680 waren er in die tijd steeds tien vissersboten vanuit het haventje actief. In de 18e en 19e eeuw waren er bij verschillende tellingen steeds tussen de 28 en 30 Franse boten actief vanaf het eiland.